# 김모임
김모임(金慕妊, 1935년 5월 23일~2024년 2월 28일)은 대한민국의 정치인이다. 제36대 보건복지부 장관이다.

## 학력
- 이화여자고등학교 졸업
- 연세대학교 간호학 학사
- 하와이주립대학교 보건대학원 보건학 석사
- 존스 홉킨스 대학교 보건대학원 보건학 박사

## 경력
- 1969년 연세대학교 간호대학 교수
- 1978년 대한간호협회 회장
- 1979년 한국여성단체협의회 부회장
- 1981년 ~ 1985년 제11대 국회위원
- 1982년 대한가족계획협회 부회장
- 1989년 국제간호협의회(ICN) 제21대 회장
- 1991년 연세대학교 간호대학 학장, 한국여성정치연맹 부총재
- 1995년 대한가족계획협회 회장
- 1996년 대한적십자사 부총재
- 1998년 자민련 부총재, 보건복지부 장관
- 2000년 한국여성정치연맹 총재
- 2004년 적십자간호대학 학장

## 생애
1959년 연세대학교 간호대학을 학사 학위하였고, 하와이주립대학교에서 보건학 석사, 1973년 존스 홉킨스 대학교에서 보건학 박사학위를 취득한 후 연세대학교 간호대학 학장과 보건대학원 원장을 역임했다. 국내 최초로 간호 분야의 대학원 과정을 개설, RN-BSN(간호학과 편입)제도를 도입했다.
한국 최초로 보건대학원에 국제보건학과와 의료법‧윤리 협력과정을 신설했다. 또한 보건통계학의 온라인 과정과 ‘보건행정정책 고위자 과정’을 신설했다. 이를 바탕으로 지역사회적 간호학에 기여했다. 이러한 성과로 대한민국의 간호학 발전에 기여했다.
1981년 11대 국회의원으로 선출된 뒤 보건복지와 여성정책에 관한 많은 입법과 정책결정과정에 참여했으며, 제 36대 대한민국 보건복지부 장관을 역임했다. 가족계획사업을 추진했으며, 농어촌의 보건진료원제도, 가정간호사업, 건강증진사업의 개발에 참여했다. 장관 재임시에는 기초생활보호 제도를 마련하고, 의료보험을 전국민 건강보험으로 전환시켰다. 이외에도 의약분업의 시행과 전국민 연금제도의 확대 시행으로 현행 연금제도를 개선했다.
여성 지도자 양성과 국내 보건학에 기여한 공로를 인정받아 여성단체협의회 제1회 김활란 여성지도자상을 비롯해 제15회 여성지도자부문 춘강상, 삼성공익재단의 제5회 비추미 여성대상 등을 수상했다.
오랫동안 UN 세계여성대회의 한국대표로 활약했으며, WHO(세계보건기구), IPPF(국제가족계획 협의회), ICN(국제간호협의회) 등 국제단체에서 활동을 했다. 1991년에는 존스홉킨스대 보건대학원 ‘Heroes of Public Health’에 선정됬고 1996년에는 ‘Johns Hopkins Society of Scholar’에도 선정되었다. 학문적 업적과 리더십을 기리기 위해 연세대 간호학연구소는 ‘김모임간호학연구소’로 명칭을 변경해 운영 중이며, ICN에서는 ‘Kim Mo-Im Nursing Innovation and Policy Impact Award’를 창설하여 세계적인 지도자 발굴 및 양성을 진행하고 있다.
모교인 연세대학교에 후학 양성을 위해 기부하고, 남을 위한 봉사의 삶을 살며 인류 보건 발전에 이바지한 공로를 인정받아 2015년 1월에 제11회 유일한상을 수상하였다.
세계 보건 기구(WHO) 간호정책 고문, 국제간호협의회장 등을 지냈다.

## 상훈
- 1985 국민훈장 모란장
- 1991 존스홉킨스대학 보건대학원 Heroes of Public Health 선정
- 1994 세계보건기구 사사카와(Sasakawa) 보건상 수상
- 2015 제11회 유일한상 수상

## 저서
- 최신 간호관리 실습지침서 / 김모임 외 (현문사 2001)
- 간호행정학 입문 / 김모임 외 (현문사 2001)
- 대상자 중심의 지역사회간호학 / 김모임 외 (현문사 2002)

## 역대 선거 결과
| 실시년도 | 선거  | 대수 | 직책     | 선거구 | 정당       | 득표수      | 득표율         | 순위        | 당락 | 비고 |
| -------- | ----- | ---- | -------- | ------ | ---------- | ----------- | -------------- | ----------- | ---- | ---- |
| 1981년   | 총선  | 11대 | 국회의원 | 전국구 | 민주정의당 | 5,776,624표 | \| \| 35.6% \| | 전국구 44번 |      | 초선 |
|          | 35.6% |      |          |        |            |             |                |             |      |      |

## 참고 자료
- 대한민국 과학기술유공자 홈페이지
- 한국 간호·보건 분야의 선구자 김모임 박사